# George V (metrostation)
George V is een station van de Parijse metro aan lijn 1.
Dit station ligt onder de boulevard Champs-Élysées en tussen stations Charles de Gaulle - Étoile en Franklin D. Roosevelt. Het station is op 13 augustus 1900 geopend en is indirect genoemd naar George V van het Verenigd Koninkrijk, gelegen als het is aan de Avenue George V. Tot 27 mei 1920 heette het station Alma.
Het station ligt in het 8e arrondissement.
La Défense · 
Esplanade de la Défense · 
Pont de Neuilly · 
Les Sablons · 
Porte Maillot · 
Argentine · 
Charles de Gaulle - Étoile · 
George V · 
Franklin D. Roosevelt · 
Champs Élysées - Clemenceau · 
Concorde · 
Tuileries · 
Palais Royal - Musée du Louvre · 
Louvre - Rivoli · 
Châtelet · 
Hôtel de Ville · 
Saint-Paul · 
Bastille · 
Gare de Lyon · 
Reuilly - Diderot · 
Nation · 
Porte de Vincennes · 
Saint-Mandé · 
Bérault · 
Château de Vincennes